# Kanton Lille-Ouest
Der Kanton Lille-Ouest war bis 2015 ein französischer Kanton im Arrondissement Lille, im Département Nord und in der Region Nord-Pas-de-Calais. Sein Hauptort war Lille. Vertreter im Generalrat war zuletzt von 2001 bis 2015 Olivier Henno.

## Gemeinden
Der Kanton Lille-Ouest hatte 65.658 Einwohner (Stand: 1. Januar 2012).
Er bestand aus einem Teil der Stadt Lille (angegeben ist hier die Gesamteinwohnerzahl, in diesem Kanton lebten etwa 5.500 Einwohner) und vier weitere Gemeinden:
| Gemeinde              | Einwohner Jahr | Fläche km² | Bevölkerungsdichte | Code INSEE | Postleitzahl        |
| --------------------- | -------------- | ---------- | ------------------ | ---------- | ------------------- |
| Lambersart            | 28.491 (2013)  | –          | – Einw./km²        | 59328      | 59130               |
| Lille                 | 231.491 (2013) | –          | – Einw./km²        | 59350      | 59000; 59033; 59800 |
| Marquette-lez-Lille   | 10.196 (2013)  | –          | – Einw./km²        | 59386      | 59520               |
| Saint-André-lez-Lille | 11.533 (2013)  | –          | – Einw./km²        | 59527      | 59350               |
| Wambrechies           | 9.854 (2013)   | –          | – Einw./km²        | 59636      | 59118               |